# Fondu

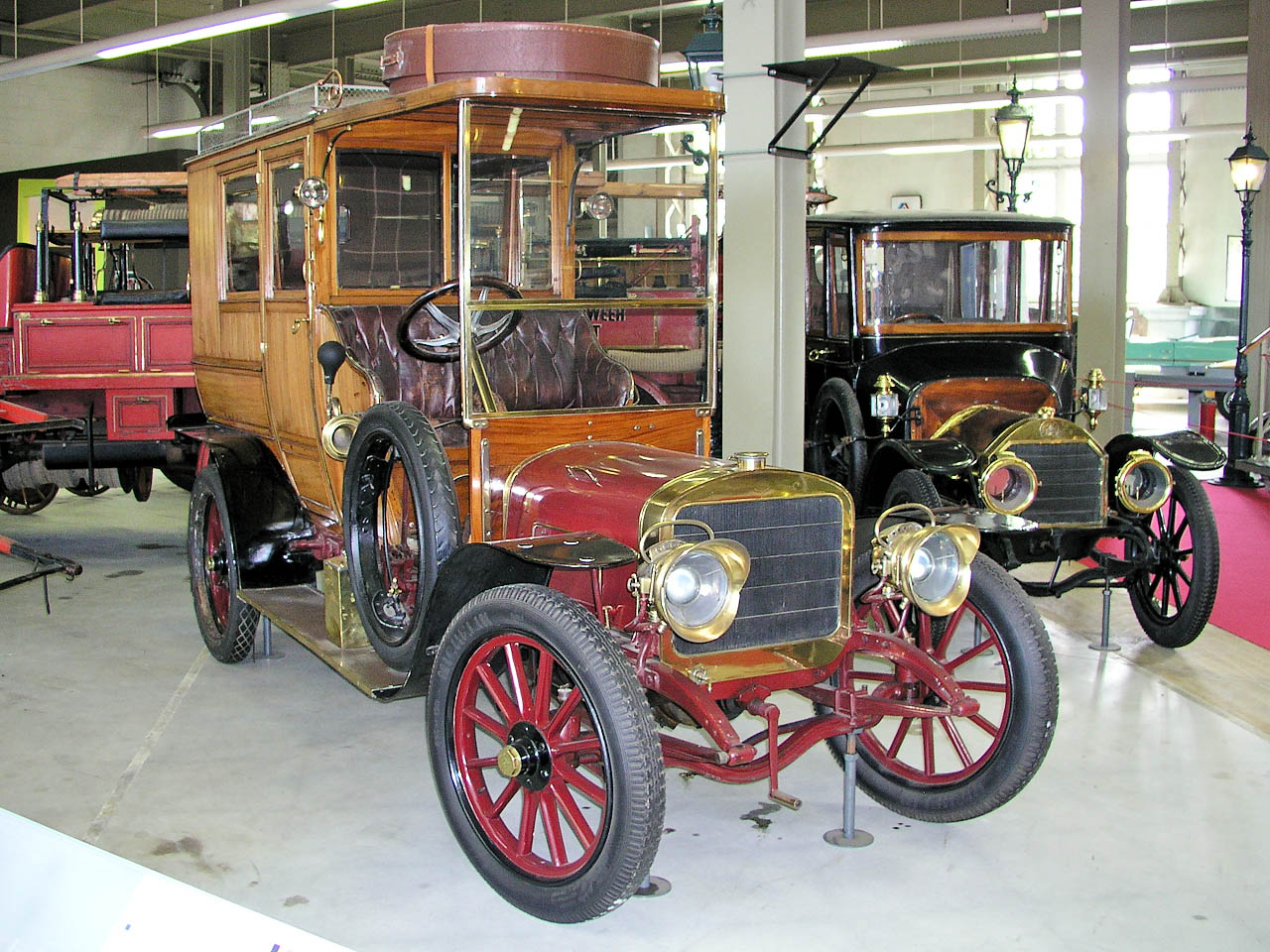
Fondu CF uit 1906 met een carrosserie van Decunsel.

Fondu was een Belgisch automerk dat tussen 1906 en 1912 auto's produceerde. Voorheen produceerde de firma spoorwegmateriaal. Na het overlijden van Charles Fondu werden er nog motoren geproduceerd voor andere autoproducenten.
Het merk werd opgericht door Charles Fondu. Hij produceerde zijn auto's in Vilvoorde nabij Brussel. Russo-Baltique produceerde de auto's van het Belgische merk onder licentie tot 1915. 
Fondu was een van de vele kleinere automerken uit die tijd, Charles Fondu legde zich eerst toe op grote wagens voor een select publiek, achteraf concentreerde het merk zich op lichtere wagens. Een fraai exemplaar is te bewonderen in het Brusselse Autoworld. De productie vond plaats in de fabriek gelegen aan de Schaarbeeklei. Na het ter ziele gaan van Fondu, werd de fabriek gebruikt voor de productie van motorfietsen van het merk Mondiale, tot in de jaren 1930. Daarna is de fabriek nog gebruikt voor het assembleren van draaibanken. In de jaren 80 van de 20e eeuw werd de fabriek afgebroken, nadien kwam er een Colruyt-vestiging.